# 超高温原子炉

超高温炉の構造図（ヘリウム冷却型のもの）

超高温原子炉（ちょうこうおんげんしろ、英語: High Temperature Gas Cooled Reactor(HTGR)）は、1000度近い高温状態で発電を行う第4世代原子炉の一種である。ヘリウムを一次冷却材として使う方式が、最も開発が先行して実証炉段階にあるために高温ガス炉として知られているが、他に溶融塩原子炉方式の超高温炉も研究されている。

## 概要
超高温原子炉は発生熱の出口部分で1000度近い高温であり、熱効率の高いガスタービン複合発電が可能である。また高温ゆえ、熱化学水素製造や原子力エチレン焼成（水素副産）、原子力石炭液化（水素消費）、原子力製鉄など工業熱源としても期待されており、熱電併給が可能である。水素は石炭液化プラントや、重油あるいはタールサンドタールを軽質油に転換する重質油水素化分解プラントに不可欠である。そして、熱効率向上によりウラン消費量や使用済み燃料の排出量が削減できる、冷媒が水でないため水素/水蒸気爆発が起きにくいなど、従来の軽水炉の欠点の多くを改善・一新する新世代炉である。

## 歴史

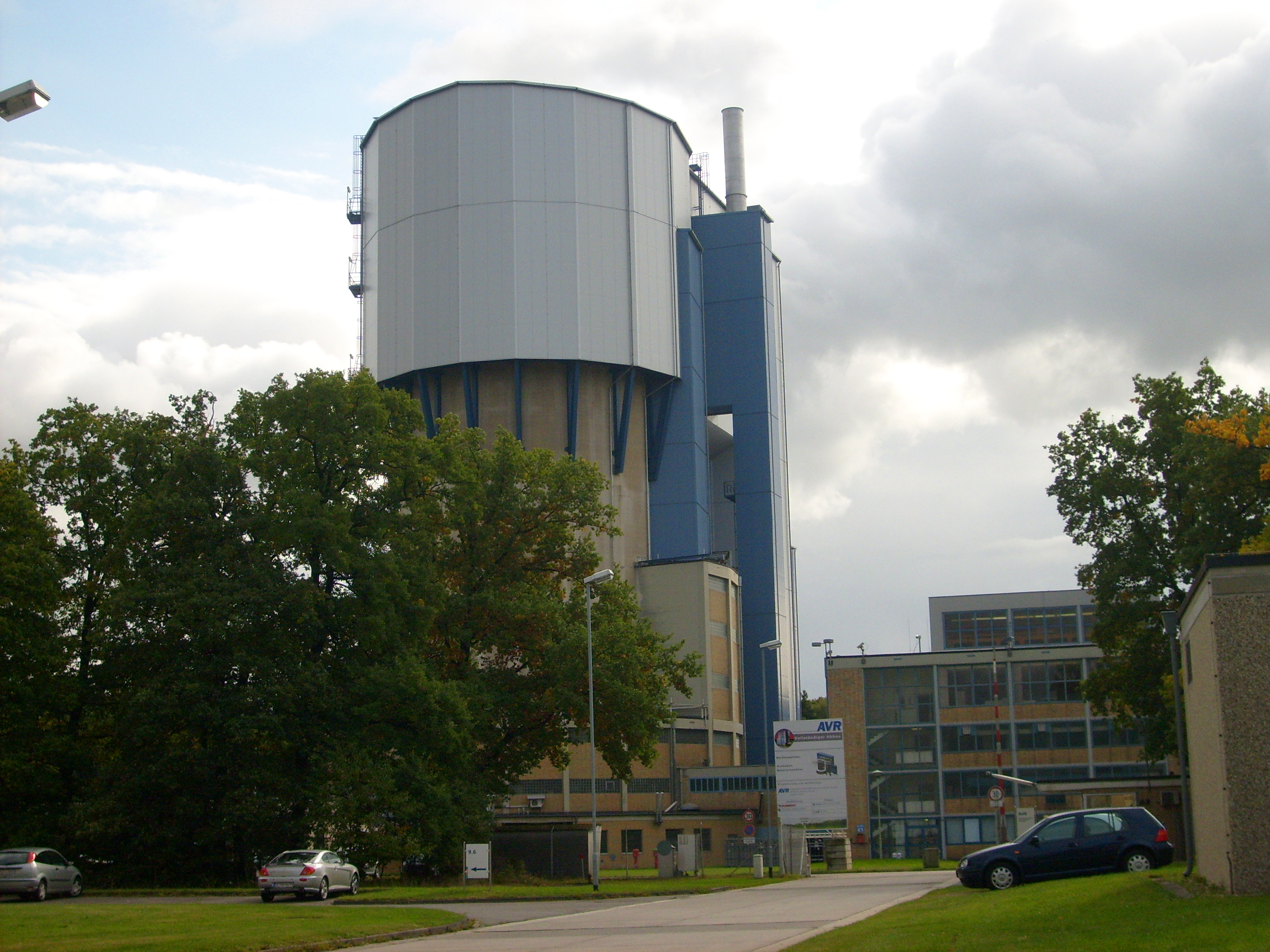
ドイツのAVR炉

高温ガス炉の設計は1947年、アメリカ合衆国のオークリッジ国立研究所の黒鉛原子炉部門の職員によって最初に提案された。ドイツのルドルフ・シュルテン教授は、1950年代に開発を推進した。アメリカのピーチボトム原子力発電所は最初の発電用高温ガス炉であり、これは成功裏に終わり1966年から1974年にかけて技術的な証明の先駆者になった。高温ガス炉の設計の例の一つであるフォートセントブレイン原子力発電所は1979年から1989年にかけて運用された。この炉はいくつかの問題に苛まれ、経済的理由から炉は閉鎖されたものの、アメリカの高温ガス炉のコンセプトの証明として役立った。
高温ガス炉は英国のドラゴン炉、ドイツの AVR と THTR-300 、日本の高温工学試験研究炉（HTTR）、中国の HTR-10 などでも研究された。
これらの高温ガス炉をさらに効率的に運用するため超高温下で利用できるようにするための研究も多く行われ、これが超高温炉の研究のきっかけともなっている。最近では設計が事実上新型に更新され、現在は超高温ガス炉として知られる形式で提案されている。

## 高温ガス炉
高温ガス炉は一次冷却材に液体金属ではなくヘリウムを用いるガス直接冷却黒鉛炉である。大型化が困難であるが、非常に炉心溶融しにくい。
高温ガス炉の特徴としては、多くの設計において黒鉛を減速材とし、以前のような燃料棒でなく、何らかの形式で皮膜された粒状の燃料の集合体を基にしているなど受動安全性が重視されていることが挙げられる。ガス冷却の点で商業利用されている黒鉛減速ガス冷却炉と共通性がある。
超高温炉の中で、現在もっとも実用化に近い型式である高温ガス炉には二つのタイプがある。一方はペブルベッド炉であり、もう一方は六角柱型炉である。六角柱炉は炉心の形状からその名がついており、六角柱の燃料集合体の炭素ブロックが円形の圧力容器に会うように組み合わされており、ペブルベッド炉の設計は核燃料を黒鉛で覆った仁丹状の燃料を集め、6 cm 程度の球にしたものを圧力容器中心部に積み上げたものである。両方の炉で、出力要求や設計にあわせて格納容器の中央に黒鉛の塔を入り輪にしたものもある。
なお、歴史上初めて臨界に達した原子炉も黒鉛炉（シカゴ・パイル1号）であるが、これは原子爆弾材料のプルトニウム239の生成用原子炉を設計するための実験炉として開発されたものである。

### 利点
- 炉心溶融しにくい

構造上、単位体積あたりの発熱量が軽水炉の数十分の1と小さい上、黒鉛に仁丹のような粒状燃料を分散させた炉心構造のため、燃料表面積が大きく放熱がよいことから冷却が容易である。しかも黒鉛は鉛より遙かに高温でも蒸発しないため核燃料が露出することはなく、黒鉛の熱容量が大きいことも相まって非常に炉心溶融しにくい。そのためプルトニウム焼却への利用が検討されている。
- 暴走しにくい

黒鉛は温度上昇により中性子の吸収能が高まる。このため、制御棒が刺さらない事故が起きても、温度上昇に伴って黒鉛による中性子吸収が増えて核分裂が抑制され（反応度の温度係数が負である）、一定温度で安定化するので暴走しにくい。
- 爆発性がない

冷却に水を必要としないため、あえて水をかけないかぎり水素爆発や水蒸気爆発は起こらない。
- 腐食性がない

ヘリウムには腐食性がないため、熱交換器や原子炉容器に耐食材を使う必要がなく、実績のある耐熱材が使用できる。材料開発が必要ないため実用化に最も近く、初期故障の懸念も少ない。
- メンテナンス性がよい

ヘリウムは鉛や溶融塩と異なり透明なため原子炉内部が目視でき、トラブル時にも対応が容易である。また、冷却を維持するために加温する必要もない。
- 放射化の影響が小さい

単位体積あたりの核分裂量が軽水炉の数十分の1であり、放射される中性子が少ないため、炉体と建屋の中性子遮蔽は軽水炉よりも簡素で済む。このため、建設コストおよび廃炉コストが安価にできる可能性がある。また、原子炉容器の中性子脆化が遅く、配管が水で腐食することもないので原子炉寿命が長い。
- 使用済み核燃料が少ない

炉心溶融しにくいため、プルトニウム富化度を高めた燃料（典型的には20%程度）が使用可能であり、熱効率の良さも相まって、使用済み核燃料は発電量あたり1/5（ただし核の灰の排出量は1/1.7）となる。使用済み核燃料の保管・管理コストも低減できる。

### 欠点
- 小型モジュール炉（SMR）であるため、大型化できない。
- 複数のプラントにおける問題。
- 建設地が大きくなる。
- 建設コストは高い[6]。

### 減速材
中性子の減速材は黒鉛であり、また、ペブルベッド方式、六角柱方式にかかわらず炉心の構成物にも黒鉛が多く含まれる。

#### 黒鉛火災対策
- 高温ガス炉に用いられる黒鉛は発火しないため、火災の心配はほぼない。
- 空気侵入による黒鉛火災対策に黒鉛表面をSiC（炭化ケイ素）で覆い、空気が侵入した場合は表面が酸化してSiO2（酸化ケイ素）の膜が生成されることで内部の黒鉛の酸化を防ぐ研究が行われている[7][8]。

### 燃料
超高温ガス炉において利用される核燃料はTRISO型燃料粒子と呼ばれており、炭化ケイ素セラミックと黒鉛によって被膜された燃料粒子である。TRISO粒子は燃料の中心核を持っており、多くの場合プルトニウムまたは二酸化ウランから構成される。しかしながら、炭化ウランや炭酸化ウランにも可能性はある。炭酸化ウランは酸素の量論量（酸化に必要な酸素量）を減らすためにウラン炭化物と二酸化ウランの混合物になっている。量論酸素量が少ないことは、炭素層の酸化によって生じる一酸化炭素によりTRICO粒子内圧力の上昇を抑える。TRISO粒子はペブルベッドの中にペブル（球状粒子）に分散させたり柱状に固められ、六角柱状の炭素ブロックに入れられる。アルゴンヌ国立研究所で考案されたQUADRISO燃料 のコンセプトは進んだ核反応を良好に制御するために使われている。

### 冷却材
ヘリウムは多くの高温ガス炉に使われている冷却材で、ピーク温度と出力は炉心設計に依存する。ヘリウムは不活性気体であるため、ほとんどの素材に対して化学反応が起こらない。加えて、他の冷却材と比べ、中性子の放射にさらされても放射化しない。

### 運用
炉心では六角柱型の制御棒が練炭状に穴の開いた黒鉛ブロックの穴に差し込まれている。ペブルベッド炉が利用された場合、超高温炉は以前の PBMR 炉のように運用され、制御棒は周囲の黒鉛反射体に差し込まれる。制御は中性子吸収材を含む小球を追加することで可能である。

### 安全性
高温ガス炉の具体的な設計では、ヘリウムの不活性で反応性を持たない性質と、黒鉛の持つ大きな熱慣性の性質を最大限活用するよう最適化され、固有の安全性を持つ。炉心が黒鉛で構成されていることから、高温でも大きな熱容量と強固な構造安定性を持ち、酸炭化ウランで被覆された燃料によって核分裂生成物の保持能力の高さと200G Wd/tに達する高燃焼度を実現する。また、1000度近い高い炉心出口温度により、熱エネルギーを工業的なプロセス加熱用途として利用が可能である。
さらなる耐熱性向上を目指し炭化ジルコニウム被覆の開発が進んでいる。

## 溶融塩超高温炉
溶融塩冷却材を使った形式の超高温炉は、2002年に米国のオークリッジ国立研究所が概念を提案した、新型高温原子炉 （AHTR） 等の例がある。液体フッ化塩が高温ガス炉と同様の仁丹型の燃料の冷却に使われる。これは一般的な超高温炉の設計と多くの特徴を共有しているが、ヘリウムの代わりに溶融塩を利用している。仁丹型の燃料は溶融塩の中で漂い、このため流体冷却材の中に導入されたばかりの重い燃料は炉の底に運ばれ、使い果たされ軽くなった上部のものから再循環のために取り除かれる。溶融塩超高温炉は多くの魅力的な特徴を持っている。溶融塩の沸騰温度が1400度以上であることからくる高温で働く能力、低圧下の運用、高い出力、同じ状態で運用されるヘリウム冷却炉よりも優れた電気変換効果、受動的安全システム、事故発生時の核分裂生成物のより高い保持力などがその特徴となっている。一方で、溶融塩の金属への腐食性はこのタイプの原子炉を進める足かせとなっている。

### 素材開発
超高温炉では熱と高い中性子量、また、溶融塩が採用された際には腐食性の環境といった問題があるため、従来の原子炉の限界を超える素材を必要としている。超高温炉を含む様々な第4世代原子炉の一般的な研究の中で、Murty と Charit は、「超高温炉に利用するために経年した後であっても、圧力下、非圧力下問わず高い安定性を持ち、振動耐性、展性、強度が維持でき、耐食性も初期的候補になる素材」を提案している。ニッケル基の超合金、炭化ケイ素、特定の品質のグラファイト、高クロム鉄、耐熱金属などのいくつかの素材が提案されている 。超高温炉を建設する前に対処しなければならない問題を明確にするために、アメリカ国立研究所の指揮でさらなる研究が行われている。

#### 核融合炉での研究
核融合炉の冷却系においても溶融塩を使用する検討がなされている。高温まで扱える特性と溶融塩に含まれるリチウムに中性子を当てヘリウムとトリチウムに分裂する反応で核融合の燃料を生産する目的で研究が行われている。
リチウム、ナトリウム、カリウムとフッ素の化合物（塩）を混合したFLiNaKも溶融塩の候補となっている。
溶融塩超高温炉同様に腐食性の問題を抱えており低放射化フェライト鋼、バナジウム合金、SiC/SiC複合材料が耐食材料の候補に挙がっている。研究結果次第では溶融塩超高温炉へ応用が見込まれる。

## 各国の超高温原子炉

### 日本
1991年3月に日本原子力研究所（現 : 日本原子力研究開発機構）は茨城県大洗町で「高温工学試験研究炉」（HTTR）を着工、1998年11月に初臨界に達した。
2016年3月18日、日本原子力研究開発機構は実際の機器を使用した熱化学法ISプロセスによる水素製造実験に成功したと発表した。今後、実際の原子炉による稼働を目標に研究を進める予定である。
2017年にはポーランド及びイギリスと高温ガス炉技術の協力を開始した。
日本原子力研究開発機構は東北地方太平洋沖地震以降、運転を停止していた「高温工学試験研究炉」（HTTR）を2021年1月に運転再開する計画を持っており、原子力規制委員会が2020年6月3日付で安全審査に合格した審査書を決定している。
2021年7月30日、HTTRの運転を再開し、低出力(30%) 炉心流量喪失試験(ガス循環機停止）を2021年12月に実施し成功、また低出力(30%) 炉心冷却喪失試験(ガス循環機+炉容器冷却系停止)を2022年1月に実施して成功し、2024年3月には高出力(100%)炉心流量喪失試験にも成功している。
2023年7月、高温ガス炉の実証炉運転開始を2030年代に目指す開発の中核企業に三菱重工業が選定された。

### ポーランド
上記の日本との協力において、ポーランド国立原子力研究センター（NCBJ）は研究用高温ガス炉（熱出力1万kW）と実用高温ガス炉（熱出力20万～35万kW）の導入を検討。2022年11月22日、国立原子力研究センターは日本原子力研究開発機構と連携して、高温ガス炉（実験炉、熱出力3万kW）の基本設計に着手することを発表した。

### 南アフリカ
ペブルベッド炉の一種であるPBMRを開発しているが、2010年、南アフリカ共和国政府は同計画への資金提供を中止した。

### 中国
中華人民共和国（中国）で2009年に計画されたペブルベッド型高温ガス炉2基からなる原子炉は2013年竣工予定であった。2011年に着工され2016年2月にほぼ完成した。この合計電気出力20万kWの「HTR-PM」（石島湾原子力発電所1号機）は実証炉の段階にあり、2018年には試運転が認可された。2021年9月14日、臨界に成功した。2023年12月6日には商業運転を開始した。
中国で初の商用型60万kW級高温ガス炉の建設が決定。

### サウジアラビア
サウジアラビアが中国の中国核工業建設集団公司（CNEC）と高温ガス炉建設に関する了解覚書を締結。建設時期は未定。

### インドネシア
中国核工業建設集団公司（CNEC）は高温ガス炉実験炉をインドネシアで開発する協力協定に調印した。建設時期は未定。

### イギリス
英AMECフォスターウィーラー社は中国の核工業建設集団公司（CNEC）と高温ガス炉共同開発に関する了解覚書を締結。英国等で高温ガス炉建設を念頭に技術開発協力を行う方針。また、英のロールス・ロイス社も同日、核工業建設集団公司（CNEC）と民生用原子力分野における戦略的協力強化で契約を締結したと発表。
イギリスに所在する多国籍企業のURENCO社が上記の日本との高温ガス炉分野での協力において覚書を日本原子力研究開発機構と締結している。同社はポーランド国立原子力研究センターと協力関係にある。

### アメリカ
米国のX-エナジー社は同じ米国の大手電力のサザン・ニュークリア社と高温ガス炉の商用化を協力を行う了解覚書（MOU）を締結したと発表。
X-エナジー社のペブルベッド型高温ガス炉（HTGR）及びサザン・ニュークリア社傘下企業が開発した溶融塩高速炉（MCFR）にアメリカ合衆国エネルギー省（DOE）がそれぞれに4000万ドル（40億円）の投資支援対象に選定される。

## 参考
- Idaho National Lab VHTR website
- VHTR presentation
- Generation IV International Forum VHTR website
- INL VHTR workshop summary
- The European VHTR research & development programme: RAPHAEL
- Pebble Bed Advanced High Temperature Reactor （PB-AHTR）